# KKPP 〜TOUR 2022 Live at 中野サンプラザホール〜
『KKPP 〜TOUR 2022 Live at 中野サンプラザホール〜』は、小泉今日子のデビュー40周年の記念日にあたる2022年3月21日に中野サンプラザで行われたライブ「KYOKO KOIZUMI POP PARTY」の模様をMC含めノーカットで収録した映像作品。完全生産限定盤Blu-ray&DVD、通常盤Blu-ray&DVDの4形態となっている。小泉初のライブ・アルバムSHM-CDも含め2022年9月21日にビクターエンタテインメントから同時リリースされた。

## Blu-ray&DVD

### 収録曲
1. overture
2. The Stardust Memory
3. まっ赤な女の子
4. 渚のはいから人魚
5. 迷宮のアンドローラ
6. 夜明けのMEW
7. ヤマトナデシコ七変化
8. 艶姿ナミダ娘
9. Fade Out
10. 私の16才
11. なんてったってアイドル
12. interlude
13. 夏のタイムマシーン
14. T字路
15. 潮騒のメモリー
16. 快盗ルビイ
17. あなたに会えてよかった
18. 優しい雨
19. My Sweet Home
20. 月ひとしずく
21. 木枯しに抱かれて
22. 学園天国
23. 東の島にブタがいたVol.3

### 特典映像
1. 夏のタイムマシーン 1982-2022（Music Video）
2. KKPPツアーダイジェストトレーラー
3. 東の島にブタがいた Vol.2（Live at 相模女子大学グリーンホール 2022.2.18）

### 完全生産限定盤特典
1. プレミアム BOX 仕様
2. ドキュメンタリーフォトブック（全98P/フルカラー）
3. KKPP 缶バッジ（3種類）
4. KKPP スタッフパスステッカー

## SHM-CD

### 収録曲
- Disc 1
  1. overture
  2. The Stardust Memory
  3. まっ赤な女の子
  4. 渚のはいから人魚
  5. 迷宮のアンドローラ
  6. 夜明けのMEW
  7. ヤマトナデシコ七変化
  8. 艶姿ナミダ娘
  9. Fade Out
  10. 私の16才
  11. なんてったってアイドル
- Disc 2
  1. 夏のタイムマシーン 1982-2022
  2. 夏のタイムマシーン (ボサノババージョン)
  3. T字路
  4. 潮騒のメモリー
  5. 快盗ルビイ
  6. あなたに会えてよかった
  7. 優しい雨
  8. My Sweet Home
  9. 月ひとしずく
  10. 木枯しに抱かれて
  11. 学園天国
  12. 東の島にブタがいたVol.3